# Hôtel de Marle
Hôtel de Marle je městský palác v Paříži. Nachází se v centru čtvrti Marais ve 3. obvodu mezi ulicemi Rue Elzévir a Rue Payenne. V současné době zde sídlí Švédské kulturní centrum.

## Historie
V roce 1560 koupil René de Sancthon pozemek, na kterém vybudoval palác, který v roce 1572 koupil rada pařížského parlamentu Christophe Hector de Marle, po kterém je palác pojmenován. Během let byl palác několikrát stavebně upraven, zásadní rekonstrukce proběhla v roce 1779. Z tohoto období se dochovalo schodiště a přízemí s výzdobou ve stylu Ludvíka XVI. Za Velké francouzské revoluce byl palác zestátněn. V roce 1816 byl prodán a přeměněn na školu, později rozdělen na byty a obchodní prostory. Nacházela se zde čalounická dílna a výrobce obalů. Celá původní zahrada byla zastavěna kůlnami a garážemi.
V roce 1965 palác koupilo Švédsko, aby zde umístilo Švédské kulturní centrum. Rekonstrukční práce začaly v roce 1967 a roku 1971 bylo centrum otevřeno. Pod omítkou byly objeveny malované stropy a fresky. Rekonstruovány byly rovněž dva pavilony v zahradě.
Od roku 1961 je palác zahrnut mezi historické památky. Chráněné jsou fasády, střechy a schodiště.